# How Many More Times
«How Many More Times» — девятая (и последняя) песня с дебютного альбома британской рок-группы Led Zeppelin. В качестве авторов указана группа (а именно Джимми Пейдж, Джон Пол Джонс и Джон Бонэм, поскольку вокалист Роберт Плант не имел ещё права числиться соавтором песен, это был особо оговорённый пункт в его контракте с группой), но четвёртым соавтором также следует считать Хаулин Вулфа, поскольку в песне много деталей (в том числе и текст) позаимствованы из его композиции «How Many More Years».
Пейдж во второй раз использует на альбоме скрипичный смычок (чего на концертных исполнениях песни практически не было), затем композиция въезжает в секцию «The Hunter» (фактически автор текста в этой секции — блюзовый исполнитель Альберт Кинг), после чего возвращается к своему первоначальному риффу. В «How Many More Times» нашла воплощение одна из студийных находок Джимми Пейджа: он разделил по колонкам партию гитары и запись возвратного эхо, создав в звуке своего рода «встречный» эффект.
Большинство концертных исполнений «How Many More Times» приходятся на 1969 год, после чего многосекционные импровизации, которыми на сцене пополнялась композиция, «переехали» в «Whole Lotta Love», а сама песня была исключена из репертуара.

## Участники оригинальной студийной записи
- Роберт Плант — вокал
- Джимми Пейдж — гитара
- Джон Пол Джонс — бас-гитара, орган
- Джон Бонэм — ударные